# Систем кућне аутоматике
Систем кућне аутоматике или паметна кућа је систем који у најширем смислу подразумева интеграцију разних, пре свега електричних, уређаја у домаћинству у систем којим се може управљати на различите начине. У складу са животним стилом, навикама и потребама корисника, системом се управља универзалним даљинским управљачем, мобилним или фиксним телефоном, рачунаром или екраном осетљивим на додир.
Постоји читав низ технолошких стандарда и протокола којим је омогућено управљање уређајима у кући. Најчешће коришћени протокол је X10, због могућности да се систем интегрише на већ постојећу електричну инсталацију без грађевинских радова. Комплетна комуникација између уређаја и управљачких модула ради преко постојећих електричних инсталација. Оваква Паметна кућа је конципирана по Лего модуларном принципу, тако да је лако прилагодити и оптимизовати у складу са потребама и жељама сваког корисника.

## Могућности система
Неке од могућности које покрива Паметна кућа су:
- интеграција заштитног система са дојавом,
- потпуна контрола кућне и ванкућне расвете,
- управљање аудио и видео системом,
- управљање грејањем и хлађењем,
- управљање ролетнама и тендама,
- управљање базеном, сауном итд.

Осим овога могуће је једноставно и брзо активирати по жељи дефинисани програмски сценарио којим се стамбени простор прилагођава тренутној активности, расположењу или потреби својих станара. Примери сценарија могу бити: гледање кућног биоскопа, посета пријатеља, одлазак на посао, ручак, годишњи одмор итд.
Посебно значајан део кућне аутоматике бави се уштедама енергије. 